# Vicente Aleixandre
Vicente Pío Marcelino Cirilo Aleixandre y Merlo (n. 26 aprilie 1898 - d. 13 decembrie 1984) a fost un poet spaniol, membru al generației '27, laureat al Premiului Nobel pentru Literatură (în anul 1977).
Membru al grupului de sriitori spanioli cunoscut ca Generația 1927.
Principalele caracteristici ale poeziilor sale suprarealiste sunt: folosirea metaforei stranii, cultivarea versului liber și subtilitatea tehnicii.

## Motivația Juriului Nobel
"pentru opera sa  poetică creatoare, ce luminează condiția omului în Univers și în societatea actuală, reprezentând totodată o profundă înnoire a tradițiilor poeziei spaniole dintre cele două războaie ".

## Viața
Vicente Aleixandre s-a născut la Sevilia la 26 aprilie 1898. Copilăria și-a petrecut-o însă la Málaga. La vârsta de unsprezece ani se stabilește, împreună cu părinții și cu sora sa,  la Madrid, unde are să locuiască aproape tot restul vieții. A urmat o școală comercială și Dreptul, după care a predat timp de doi ani lecții de legislație comercială. S-a angajat ca funcționar la o companie de căi ferate, dar sănătatea sa șubredă l-a obligat, în 1925 la orice activitate, în afară de cea literară, pe care nu o mărturisise nimănui. S-a retras doi ani la țară, unde își cunoaște "colegii de generație", între care Damasco Alonso. Acesta a avut o influență hotărâtoare asupra formației sale poetice . În această perioadă a prins contur prima sa carte de poeme Ambito, publicată în 1928 și a avut loc debutul său literar în "Revista de Occidente".

## Opera
- 1928: Incintă („Ámbito”);
- 1932: Spade ca buzele („Espadas como labios”);
- 1935: Distrugerea sau iubirea („La destrucción o el amor”);
- 1944: Umbra paradisului („Sombra del paraíso”);
- 1954: Istoria inimii („Historia del corazón”);
- 1962: Într-un vast domeniu („En un vasto dominio”).